# Europarlamentari del Belgio della X legislatura
Gli europarlamentari del Belgio della X legislatura, eletti in occasione delle elezioni europee del 2024, sono i seguenti.

## Riepilogo
| Coalizione                                         | Coalizione                                          | Circoscrizione francofona | Circoscrizione germanofona                              | Circoscrizione fiamminga |
| -------------------------------------------------- | --------------------------------------------------- | ------------------------- | ------------------------------------------------------- | ------------------------ |
|                                                    | Vlaams Belang (seggi: 3)                            | Seggi: -                  | Seggi: -                                                | Seggi: 3                 |
| –                                                  | Vlaams Belang (seggi: 3)                            | –                         | - Tom Vandendriessche - Barbara Bonte - Gerolf Annemans |                          |
|                                                    | Nuova Alleanza Fiamminga (seggi: 3)                 | Seggi: -                  | Seggi: -                                                | Seggi: 3                 |
| –                                                  | Nuova Alleanza Fiamminga (seggi: 3)                 | –                         | - Johan Van Overtveldt - Assita Kanko - Kris Van Dijck  |                          |
|                                                    | Movimento Riformatore (seggi: 3)                    | Seggi: 3                  | Seggi: -                                                | Seggi: -                 |
| - Sophie Wilmès - Olivier Chastel - Benoît Cassart | Movimento Riformatore (seggi: 3)                    | –                         | –                                                       |                          |
|                                                    | Partito del Lavoro del Belgio (seggi: 2)            | Seggi: 1                  | Seggi: -                                                | Seggi: 1                 |
| - Marc Botenga                                     | Partito del Lavoro del Belgio (seggi: 2)            | –                         | - Rudi Kennes                                           |                          |
|                                                    | Cristiano-Democratici e Fiamminghi (seggi: 2)       | Seggi: -                  | Seggi: -                                                | Seggi: 2                 |
| –                                                  | Cristiano-Democratici e Fiamminghi (seggi: 2)       | –                         | - Wouter Beke - Liesbet Sommen                          |                          |
|                                                    | Partito Socialista Differente (seggi: 2)            | Seggi: -                  | Seggi: -                                                | Seggi: 2                 |
| –                                                  | Partito Socialista Differente (seggi: 2)            | –                         | - Bruno Tobback - Kathleen Van Brempt                   |                          |
|                                                    | Partito Socialista (seggi: 2)                       | Seggi: 2                  | Seggi: -                                                | Seggi: -                 |
| - Elio Di Rupo - Estelle Ceulemans                 | Partito Socialista (seggi: 2)                       | –                         | –                                                       |                          |
|                                                    | Verdi (seggi: 1)                                    | Seggi: -                  | Seggi: -                                                | Seggi: 1                 |
| –                                                  | Verdi (seggi: 1)                                    | –                         | - Sara Matthieu                                         |                          |
|                                                    | Liberali e Democratici Fiamminghi Aperti (seggi: 1) | Seggi: -                  | Seggi: -                                                | Seggi: 1                 |
| –                                                  | Liberali e Democratici Fiamminghi Aperti (seggi: 1) | –                         | - Hilde Vautmans                                        |                          |
|                                                    | Les Engagés (seggi: 2)                              | Seggi: 1                  | Seggi: 1                                                | Seggi: -                 |
| - Yvan Verougstraete                               | Les Engagés (seggi: 2)                              | - Pascal Arimont          | –                                                       |                          |
|                                                    | Ecolo (seggi: 1)                                    | Seggi: 1                  | Seggi: -                                                | Seggi: -                 |
| - Saskia Bricmont                                  | Ecolo (seggi: 1)                                    | –                         | –                                                       |                          |
| Totale (22 seggi)                                  | Totale (22 seggi)                                   | 8                         | 1                                                       | 13                       |

## Composizione storica
| Europarlamentare     | Lista                                    | Gruppo | Gruppo                                                 |
| -------------------- | ---------------------------------------- | ------ | ------------------------------------------------------ |
| Gerolf Annemans      | Vlaams Belang                            |        | Patrioti per l'Europa                                  |
| Barbara Bonte        | Vlaams Belang                            |        | Patrioti per l'Europa                                  |
| Tom Vandendriessche  | Vlaams Belang                            |        | Patrioti per l'Europa                                  |
| Assita Kanko         | Nuova Alleanza Fiamminga                 |        | Gruppo dei Conservatori e dei Riformisti Europei       |
| Kris Van Dijck       | Nuova Alleanza Fiamminga                 |        | Gruppo dei Conservatori e dei Riformisti Europei       |
| Johan Van Overtveldt | Nuova Alleanza Fiamminga                 |        | Gruppo dei Conservatori e dei Riformisti Europei       |
| Benoît Cassart       | Movimento Riformatore                    |        | Renew Europe                                           |
| Olivier Chastel      | Movimento Riformatore                    |        | Renew Europe                                           |
| Sophie Wilmès        | Movimento Riformatore                    |        | Renew Europe                                           |
| Marc Botenga         | Partito del Lavoro del Belgio            |        | La Sinistra al Parlamento europeo                      |
| Rudi Kennes          | Partito del Lavoro del Belgio            |        | La Sinistra al Parlamento europeo                      |
| Wouter Beke          | Cristiano-Democratici e Fiamminghi       |        | Gruppo del Partito Popolare Europeo                    |
| Liesbet Sommen       | Cristiano-Democratici e Fiamminghi       |        | Gruppo del Partito Popolare Europeo                    |
| Bruno Tobback        | Vooruit                                  |        | Alleanza Progressista dei Socialisti e dei Democratici |
| Kathleen Van Brempt  | Vooruit                                  |        | Alleanza Progressista dei Socialisti e dei Democratici |
| Estelle Ceulemans    | Partito Socialista                       |        | Alleanza Progressista dei Socialisti e dei Democratici |
| Elio Di Rupo         | Partito Socialista                       |        | Alleanza Progressista dei Socialisti e dei Democratici |
| Sara Matthieu        | Verdi                                    |        | I Verdi/Alleanza Libera Europea                        |
| Hilde Vautmans       | Liberali e Democratici Fiamminghi Aperti |        | Renew Europe                                           |
| Yvan Verougstraete   | Les Engagés                              |        | Renew Europe                                           |
| Pascal Arimont       | Les Engagés (Partito Cristiano Sociale)  |        | Gruppo del Partito Popolare Europeo                    |
| Saskia Bricmont      | Ecolo                                    |        | I Verdi/Alleanza Libera Europea                        |

## Tabelle di sintesi

### Gruppi politici
| Gruppo parlamentare | Inizio |
| ------------------- | ------ |
| RE                  | 5      |
| S&D                 | 4      |
| PPE                 | 3      |
| PfE                 | 3      |
| Verdi/ALE           | 2      |
| ECR                 | 2      |
| GUE/NGL             | 2      |
| ESN                 | –      |
| NI                  | –      |
| Totale              | 22     |